# Löplabbet
Löplabbet är en svensk butikskedja inriktad på löpning och omfattar 8 fysiska butiker samt e-handel från Malmö i söder till Umeå i norr. 
Löplabbet tillskrivs även kommersialiseringen av användandet av spegellåda samt löpband för personlig utprovning, något som var tidigare avsett enbart för professionella löpare.
Butikerna säljer skor, kläder samt övrig säsongsrelaterad utrustning för löpning. Utbudet består till stor del av välkända märken som Nike och Asics men även av utpräglade löparmärken som Saucony, New Balance och Brooks. Att tillhandahålla skor från flera tillverkare är en annan viktig del av servicen. I vissa utvalda butiker finns även ortopedtekniker.